# Wanderson de Macedo Costa
Wanderson de Macedo Costa (Maranhão, 31 maggio 1992) è un calciatore brasiliano, attaccante dell'União Araguainense.

## Caratteristiche tecniche
È un centravanti.

## Carriera
Ha esordito il 22 gennaio 2012 con la maglia del Rio Branco-PR in occasione del match del Campionato Paranaense perso 2-1 contro il J. Malucelli.

## Palmarès

### Club

#### Competizioni regionali
- Copa Verde: 1

Paysandu: 2016

#### Competizioni statali
- Campionato Paranaense: 1

Paysandu: 2016
- Campionato Paraibano: 1

Botafogo-PB: 2017